# رونالد ورم
رونالد ورم (به آلمانی: Ronald Worm) بازیکن فوتبال و مهاجم اهل آلمان است که از سال ۱۹۷۵ میلادی عضو تیم ملی فوتبال آلمان بوده‌است. وی در ۷ بازی ملی حضور داشته است و آخرین بازی ملی خود را در سال ۱۹۷۸ میلادی انجام داد. رونالد ورم در بازی‌های ملی‌اش ۵ گل به ثمر رساند.